# San Miguel Viejo
San Miguel Viejo är en ort i Mexiko.   Den ligger i kommunen San Miguel de Allende och delstaten Guanajuato, i den centrala delen av landet, 240 km nordväst om huvudstaden Mexico City. San Miguel Viejo ligger 1 860 meter över havet och antalet invånare är 669.
Terrängen runt San Miguel Viejo är platt åt nordväst, men åt sydost är den kuperad. Runt San Miguel Viejo är det ganska tätbefolkat, med 96 invånare per kvadratkilometer. Närmaste större samhälle är San Miguel de Allende, 3,9 km öster om San Miguel Viejo. Trakten runt San Miguel Viejo består i huvudsak av gräsmarker.